# Cololejeunea dolichostyla
Cololejeunea dolichostyla là một loài Rêu trong họ Lejeuneaceae. Loài này được (Herzog) Benedix ex J.J. Engel & B.C. Tan mô tả khoa học đầu tiên năm 1986.